# Auradou
 Auradou  es una población y comuna francesa, en la región de Aquitania, departamento de Lot y Garona, en el distrito de Villeneuve-sur-Lot y cantón de Penne-d'Agenais.

## Demografía
| 238 | 227 | 220 | 256 | 311 | 258 |
| Para los censos de 1962 a 1999 la población legal corresponde a la población sin duplicidades (Fuente: INSEE [Consultar]) |     |     |     |     |     |